# Малая Пустомержа
Ма́лая Пустоме́ржа — деревня в Пустомержском сельском поселении Кингисеппского района Ленинградской области.

## История
На карте Санкт-Петербургской губернии Ф. Ф. Шуберта 1834 года упоминается как деревня Пустомержа (Грызова) на реке Пустомержа.

ПУСТОМЕРЖА — мыза принадлежит действительному статскому советнику Веймарну, число жителей по ревизии: 14 м. п., 15 ж. п. (1838 год)

На карте профессора С. С. Куторги 1852 года обозначена как деревня  Пустомержа (Грызова).

ПУСТОМЕРЖИ МАЛЫЕ — деревня графини Зубовой, 10 вёрст почтовой, а остальное по просёлочной дороге, число дворов — 9, число душ — 23 м. п. (1856 год)

МАЛЫЕ ПУСТОМЕРЖИ — деревня, число жителей по X-ой ревизии 1857 года: 24 м. п., 24 ж. п., всего 48 чел.

МАЛАЯ ПУСТОМЕРЖА — мыза владельческая при реке Нейме, по левую сторону Рожественского тракта, число дворов — 5, число жителей: 14 м. п., 12 ж. п. (1862 год)

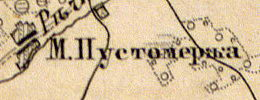
Деревня Малая Пустомержа на карте 1863 года

Согласно карте из «Исторического атласа Санкт-Петербургской Губернии» 1863 года, река на которой стояла деревня Малая Пустомержа называлась Пустомержа.

МАЛЫЕ ПУСТОМЕРЖИ — деревня, по земской переписи 1882 года: семей — 9, в них 34 м. п., 36 ж. п., всего 70 чел.

Сборник Центрального статистического комитета описывал деревню так:

МАЛАЯ ПУСТОМЕРЖА (ГРЫЗОВА) — деревня бывшая владельческая при реке Чёрной, дворов — 7, жителей — 45. Лавка. (1885 год)

Согласно материалам по статистике народного хозяйства Ямбургского уезда 1887 года, имение при селении Малая Пустомержа площадью 452 десятины принадлежало купцу И. А. Семёнову, имение было приобретено в 1875 году за 8000 рублей.
По земской переписи 1899 года:

МАЛЫЕ ПУСТОМЕРЖИ — деревня, число хозяйств — 8, число жителей: 28 м. п., 26 ж. п., всего 57 чел.;
 разряд крестьян: бывшие владельческие; народность: русская

В конце XIX — начале XX века деревня административно относилась к Ястребинской волости 1-го стана Ямбургского уезда Санкт-Петербургской губернии.
По данным «Памятной книжки Санкт-Петербургской губернии» за 1905 год отрез земли деревни Малая Пустомержа принадлежал царскосельскому купцу 2-й гильдии Исааку Александровичу Семёнову.
Согласно данным переписи населения СССР 1926 года в деревне Пустомержа Малая Тормовского сельсовета Ястребинской волости Кингисеппского уезда проживали 53 человека — все русские.

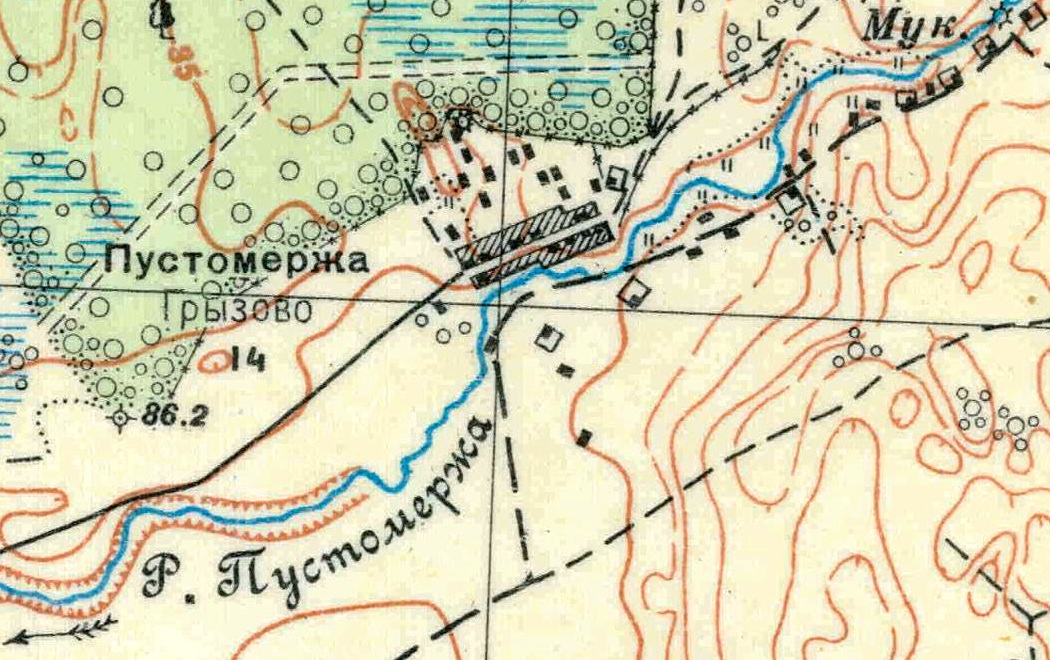
План деревни Малая Пустомержа. 1930 год

Согласно топографической карте 1930 года деревня называлась Пустомержа (Грызово) и насчитывала 14 дворов. В деревне на реке Пустомержа находилась водяная мукомольная мельница.
По данным 1933 года деревня Малая Пустомержа входила в состав Пустомержского сельсовета Кингисеппского района
Согласно топографической карте 1938 года деревня насчитывала 26 дворов.
По данным 1966, 1973 и 1990 годов деревня Малая Пустомержа также находилась в составе Пустомержского сельсовета.
В 1997 году в деревне Малая Пустомержа проживали 7 человек, в 2002 году — 5 человек (русские — 80 %), в 2007 году — 9.

## География
Деревня находится в восточной части района на автодороге 41А-002 (Гатчина — Ополье), к югу и смежно с деревней Онстопель.
Расстояние до административного центра поселения — 3 км.
Расстояние до ближайшей железнодорожной станции Веймарн — 3 км.
Через деревню протекает река Нейма.

## Демография
| 1862 | 2007 | 2010 | 2017 |
| ---- | ---- | ---- | ---- |
| 26   | ↘9   | ↗18  | ↘17  |

### Национальный состав
Согласно данным Всероссийской переписи населения 2021 года в деревне проживали 15 человек, из них:
 русские — 9, корейцы — 5, белорусы — 1 человек.

## Улицы
1-я линия, 2-я линия, 3-я линия, 4-я линия, 5-я линия, Деревенская, Малый переулок, Речной переулок, Садовая.